# Mathieu Gonçalves
Mathieu Gonçalves (Parigi, 8 giugno 2001) è un calciatore francese, difensore del Portalban/Gletterens.

## Caratteristiche tecniche
È un terzino sinistro.

## Carriera

### Club
Cresciuto nel settore giovanile del Tolosa, ha esordito in prima squadra il 25 agosto 2019 disputando l'incontro di Ligue 1 perso 4-0 contro il Paris Saint-Germain.

### Nazionale
Ha giocato nelle nazionali giovanili francesi Under-16, Under-17, Under-18 ed Under-19.

## Statistiche
Statistiche aggiornate al 4 dicembre 2019.

### Presenze e reti nei club
| Stagione        | Squadra         | Campionato      | Campionato | Campionato | Coppe nazionali | Coppe nazionali | Coppe nazionali | Coppe continentali | Coppe continentali | Coppe continentali | Altre coppe | Altre coppe | Altre coppe | Totale | Totale | Totale |
| Stagione        | Squadra         | Comp            | Pres       | Reti       | Comp            | Pres            | Reti            | Comp               | Pres               | Reti               | Comp        | Pres        | Reti        | Pres   | Reti   |        |
| --------------- | --------------- | --------------- | ---------- | ---------- | --------------- | --------------- | --------------- | ------------------ | ------------------ | ------------------ | ----------- | ----------- | ----------- | ------ | ------ | ------ |
| 2019-2020       | Tolosa          | L1              | 4          | 0          | CF+CdL          | 0+1             | 0               |                    | -                  | -                  |             | -           | -           | 5      | 0      |        |
| Totale carriera | Totale carriera | Totale carriera | 4          | 0          |                 | 1               | 0               |                    | -                  | -                  |             | -           | -           | 5      | 0      |        |